# Violent Shit
Violent Shit (letteralmente "Merda Violenta" in slang inglese) è un film horror/splatter a bassissimo budget (si parla di meno di 2000 dollari) diretto, prodotto ed interpretato da Andreas Schnaas.

## Trama
Il film è la storia di un giovane, Karl, che inizia una strage atroce sotto lo pseudonimo di "K. the Butcher Shitter". La polizia comincerà ad indagare.

## Origini
Il film era stato inizialmente creato per il circuito direct-to-video tedesco. Del film esistono molte edizioni in VHS & DVD ma nessuna italiana. Il film ha destato molto scalpore per le immagini fortemente truculente tanto da essere bandito in Germania, diventando un film di culto fra gli amanti del genere.
Andreas Schnaas ha detto di essersi liberamente ispirato a Lucio Fulci ed al suo cinema horror. Gli attori del film sono tutti amici e conoscenti del regista.

## Sequel
La saga di Violent Shit è composta da Violent Shit del 1987, Violent Shit II del 1992, Violent Shit III del 1999 e Karl the Butcher vs Axe del 2010.
Nel 2014 il regista italiano Luigi Pastore dirige un reboot intitolato Violent Shit: The Movie.